# Aston (Birmingham)
Aston es un área de la ciudad de Birmingham, en los Midlands del Oeste, Inglaterra. Aston constituye una subdivisión electoral. El censo de 2001 en el Reino Unido encontró que Aston contaba con 27.917 habitantes, con una densidad de población de 4.185 personas por km² comparado con 3.649 por km² para Birmingham. El 50.4% de la población fue femenina y el 49.6% fue masculina.

## Sitios de interés
- Lugar de origen de la banda de heavy metal Black Sabbath
- Sala Aston
- Universidad de Aston
- Estadio Villa Park, escenario del club de fútbol Aston Villa
- Embalse de Aston
- Fábrica de motocicletas Norton
- Iglesia de SS Peter & Paul